# Tour de Taiwan
El Tour de Taiwan (en xinès simplificat: 国际自由车环台赛; en xinès tradicional: 國際自由車環台賽; en pinyin: Guójì Zìyóu Chē Huán Táisài; literalment Volta ciclista en carretera internacional de Taiwan) és una cursa ciclista que es disputa pels voltants de l'illa de Taiwan, a la República de la Xina. És una cursa que des del 2005 forma part de l'UCI Àsia Tour, amb una categoria 2.1. Des del 1978 ja s'havien disputat edicions amateurs encara que no amb una regularitat anual.
El primer vencedor, des de l'entrada al calendari de l'UCI, fou l'iranià Ahad Kazemi i fins al moment cap ciclista ha estat capaç d'imposar-se en més d'una edició.

## Palmarès

### Amateur
| Any       | Vencedor       | Segon           | Tercer        |
| --------- | -------------- | --------------- | ------------- |
| 1991      | Freddy Wolsink | Desconegut      | Desconegut    |
| 1992      | Desconegut     | Desconegut      | Desconegut    |
| 1993      | Lucien de Louw | Desconegut      | Desconegut    |
| 1994      | Ralf Schmidt   | Andrey Mizourov | Stephen Drake |
| 1995      | Jörn Reuß      | Desconegut      | Desconegut    |
| 1996-1998 | Desconegut     | Desconegut      | Desconegut    |
| 1999      | Brendon Vesty  | Desconegut      | Desconegut    |
| 2000      | Ryan Russell   |                 |               |
| 2001      | No disputada   | No disputada    | No disputada  |
| 2002      | Desconegut     | Desconegut      | Desconegut    |

### Professional
| Any                     | Vencedor                     | Segon                   | Tercer                    |         |
| ----------------------- | ---------------------------- | ----------------------- | ------------------------- | ------- |
| no reconeguda per l'UCI |                              |                         |                           |         |
| 2003                    | Ghader Mizbani Iranagh       | Jürgen Kotulla          | Mikhail Andreyev          |         |
| 2004                    | Moritz Milatz                |                         |                           |         |
| a l'UCI Àsia Tour       |                              |                         |                           |         |
| 2005                    | Ahad Kazemi                  | Ghader Mizbani Iranagh  | Thomas Peterson           |         |
| 2006                    | Kirk O'Bee                   | Stephen Gallagher       | Robert McLachlan          |         |
| 2007                    | Shawn Milne                  | Robert McLachlan        | Yevgeniy Yakovlev         |         |
| 2008                    | John Murphy                  | Shawn Milne             | Takashi Miyazawa          |         |
| 2009                    | Krzysztof Jeżowski           | Peter McDonald          | Roman Zhiyentayev         |         |
| 2010                    | David McCann                 | Phillip Gaimon          | William Clarke            |         |
| 2011                    | Markus Eibegger              | David McCann            | Junya Sano                |         |
| 2012                    | Rhys Pollock                 | Wong Kam Po             | Dirk Müller               |         |
| 2013                    | Bernard Sulzberger           | Tsgabu Grmay            | Kiril Pozdniakov          |         |
| 2014                    | Rémy di Grégorio             | Ioannis Tamuridis       | Marco Zanotti             |         |
| 2015                    | Mirsamad Pourseyedigolakhour | Hossein Askari          | Rahim Ememi               |         |
| 2016                    | Robbie Hucker                | Francisco Mancebo Pérez | Ben O'Connor              |         |
| 2017                    | Benjamí Prades i Reverter    | Edwin Ávila Vanegas     | Kevin De Jonghe           |         |
| 2018                    | Yukiya Arashiro              | Jonathan Clarke         | Jimmy Janssens            |         |
| 2019                    | Jonathan Clarke              | James Piccoli           | Etienne van Empel         |         |
| 2020                    | Nicholas White               | Ryan Cavanagh           | Marcus Culey              |         |
| 2021                    | suspesa                      | suspesa                 | suspesa                   | suspesa |
| 2022                    | Benjamin Dyball              | Sam Culverwell          | Marcos García Fernández   |         |
| 2023                    | Jeroen Meijers               | Jordi López Caravaca    | Benjamí Prades i Reverter |         |
| 2024                    | Joseph Blackmore             | Yūma Koishi             | Carter Bettles            |         |